# Карой
Домът на Карой, също Каройи, е името на старо и известно унгарско благородническо семейство, чиито членове са носели титлата граф в Унгария, присъдена им на 5 април 1712 г. от Карл VI, император на Свещената римска империя. Те твърдят, че произхождат от Конд, маджарски вожд от края на IX век.

## Известни представители
- Шандор Карой (1668 – 1743), първи граф
- Алайош Карой (1825 – 1899), австро-унгарски дипломат
- Гюла Карой (1871 – 1947), бивш министър-председател на Унгария (1931 – 1932)
- Михали Карой (1875 – 1955), бивш министър-председател на Унгария (1918 – 1919)
- Тибор Кароли (политик) (1843 – 1904), унгарски политик
- Мано Ференц Карой де Нагикарои (1821 – 1879), унгарски политик